# Косач-Кривинюк Ольга Петрівна
Ольга Косач, у шлюбі Кривинюк, псевдонім — Олеся Зірка (26 травня 1877, Звягель, Волинська губернія — 11 листопада 1945, Аугсбург, Німеччина) — українська письменниця, літературознавиця, перекладачка, викладачка, бібліографка, етнографка, лікарка за фахом, членкиня Петербурзької та Київської «Просвіт».
Донька Олени Пчілки та Петра Косача, сестра Лесі Українки, Михайла, Оксани, Миколи та Ізидори Косачів, дружина Михайла Кривинюка.

## Життєпис
Народилась у Звягелі третьою дитиною в родині Косачів.

### Дитинство
Хрещеною стала близька подруга матері з Полтавщини Ганна Судовщикова. Свідоме дитинство й юність провела на Волині в Луцьку та в селі Колодяжне, яке полюбилося всім її братам і сестрам. У 5 років навчається грамоти, щоб написати листа бабусі, причому Олена Пчілка, сповіщаючи Єлизавету про це, зазначає, що дочка «учится с большим рвением». Цей запал до праці, осягнення поставленої мети буде чільною рисою характеру Ольги.

У матері Ольга навчається французької та німецької, у брата Михайла — хімії, математики, фізики, а інших предметів — у приїжджих студентів. Але найбільшу та надважливу увагу своїй учениці-сестрі приділяє Леся Українка. Описуючи в листі дядькові колодяженські «труди і дні», Лариса Косач напише: «Тим часом Олеся гребеться у садку, мов курка, все садить, та пересаджує, та насаджує, на се йде той час, що зостається від науки».
На літо зелене

Поїду я геть в чужий край,

Згадай же про мене,

Як підеш по квіти у гай.

Спогадуй, Олесю,

Сестру свою Лесю!

Весняного ранку

Даю тобі сюю веснянку!
«Лілея золоторожевая», «мій Лільчик золотий і рожевий, і іскристий», «mia rosa odorata» («моя трояндо запашна»), «моя Лілея лілейная» — такими епітетами голубила Леся Українка сестру. В родині її звали Ліля, Лілічка, Лілеєнька, Ліліціка, Ліцик, Ліліточка, Лілінятко, Джилія, Олеся, Олег, Пуц, Пуцик, Путільда.
Восени 1893 року Ольга з Ларисою оселяються вдвох у Києві на вул. Стрілецькій. Мешкають у двох затишних кімнатах, де є фортепіано, грати на якому Ольгу також навчила Леся ще в Колодяжному. Тут Ольга вчиться дуже ретельно та завзято.
Отримавши домашню освіту, Ольга вступила до останнього, сьомого класу Київської приватної жіночої гімназії О. Дучинської, яку 1897 року закінчила із золотою медаллю. Ще рік навчалася у додатковому (восьмому) класі, поглиблюючи знання з математики під керівництвом викладача К. Щербини, а по закінченні гімназії, блискуче склавши вступні іспити, стала слухачкою Вищих жіночих медичних курсів у Санкт-Петербурзі, де, крім навчання, клопоталася редакторськими справами Лесі Українки, перекладала російською західноукраїнських новелістів, з якими друкувалася у журналі «Жизнь».[джерело?]

### Початок громадської діяльності

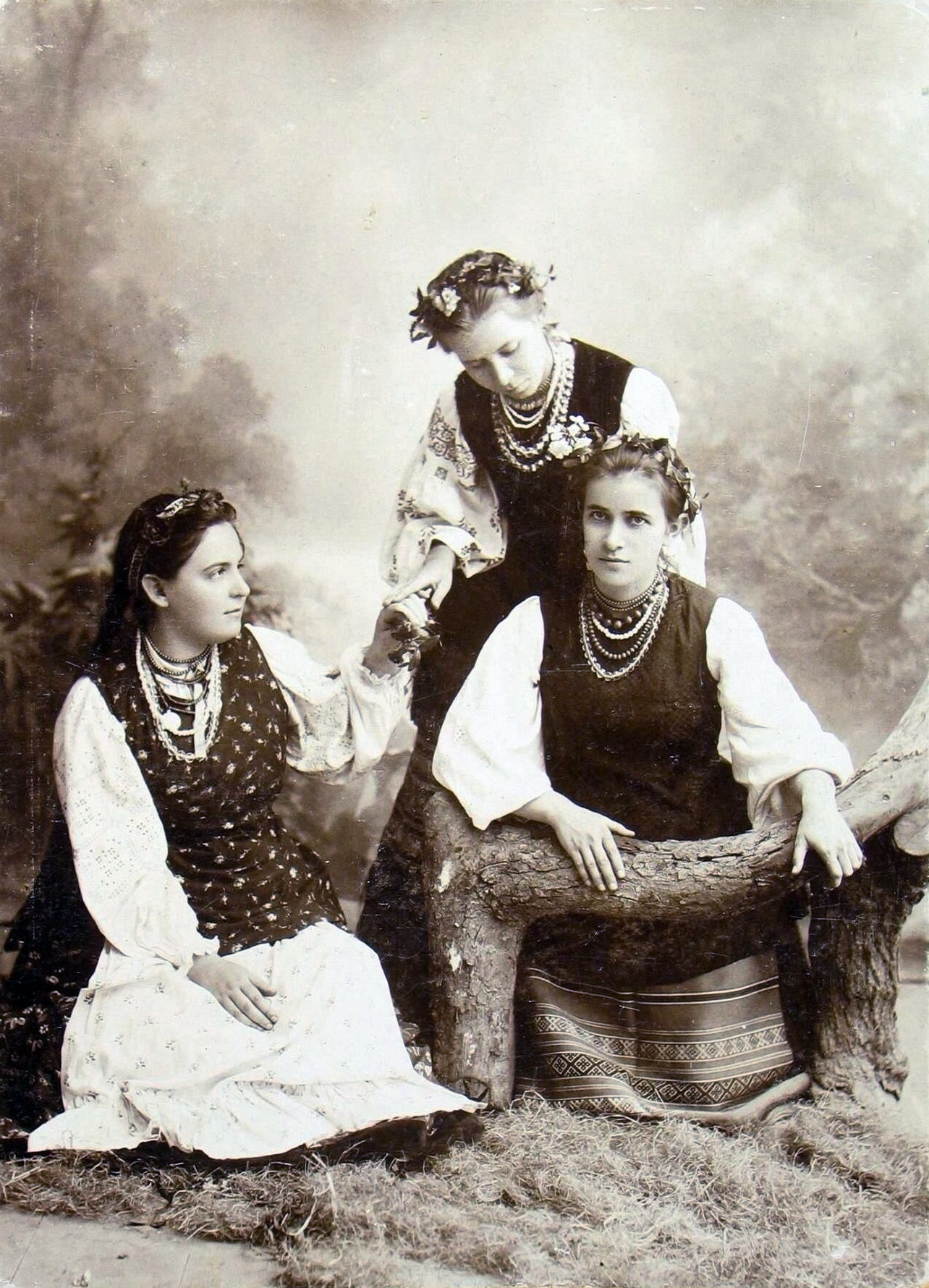
З ліва на право: Оксана Старицька, Леся Українка, Ольга Косач. 1896 р.

У Петербурзі Ольга жила повнокровним життям культурної людини та громадської діячки, вступила до численної української студентської громади Петербурга, серед членів якої була також студентка Жіночих курсів Віра Попова, з якою Ольга заприятелювала й підтримувала тісний зв'язок у Києві.
Під час державних екзаменів на вищих медичних курсах її заарештовують (1904). Перед Лесею вона замовчує, що сидить у в'язниці, аби та не хвилювалась. Батько приїздить визволяти Ольгу, бачиться з нею двічі. Після двох місяців Ольгу випускають з в'язниці, але встановлюють за нею «гласний нагляд».

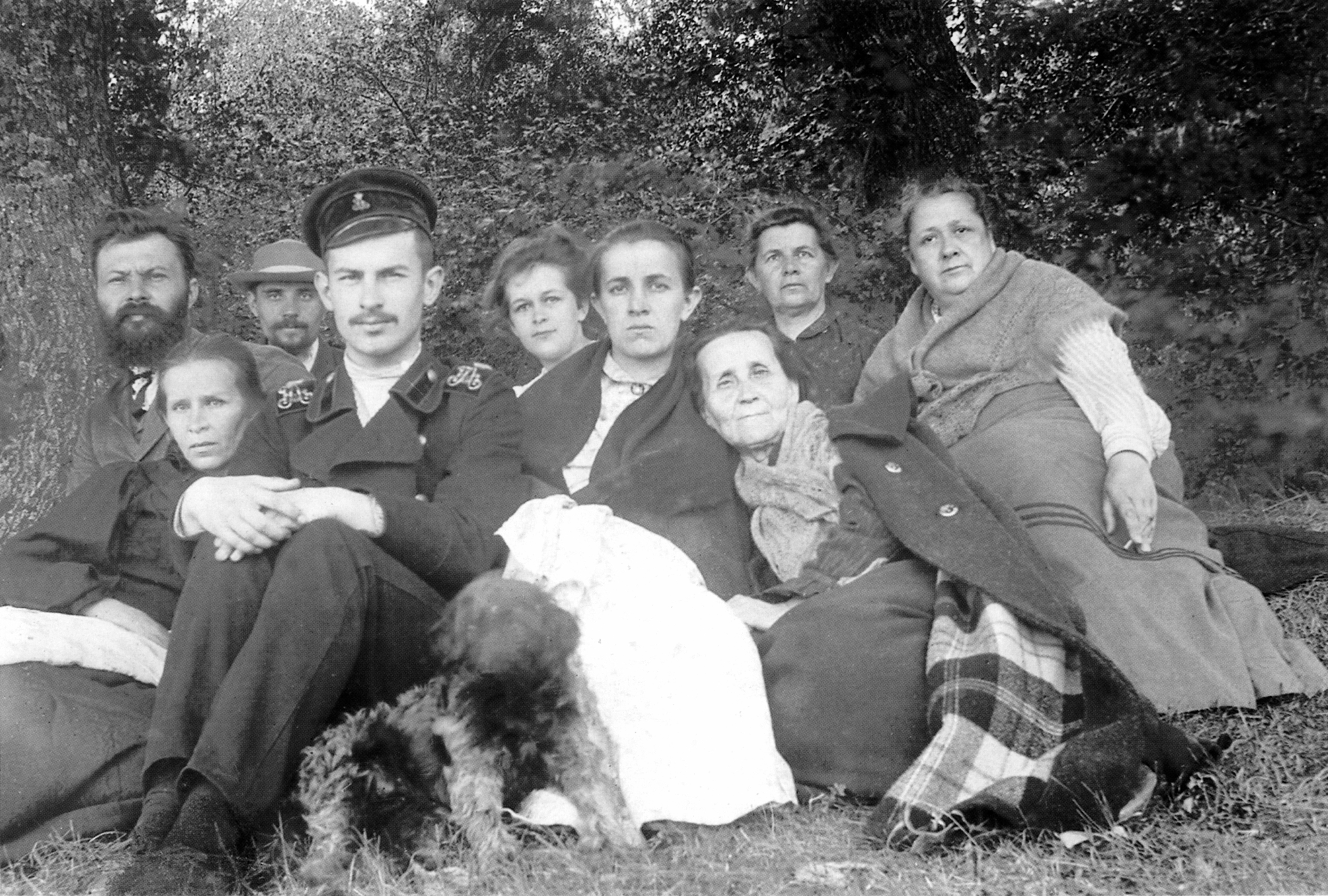
Косачі з друзями та родичам у Зеленому Гаю, 1906 р. Перший ряд (зліва направо): Леся Українка, Світозар Драгоманов, Ольга Косач-Кривинюк, Олександра Шимановська, Марія Карташевська (кума Ольги та Петра Косачів) і собака Кудля; Перший ряд: Михайло Кривинюк, Климент Квітка, Ізидора Косач, Олена Пчілка

По закінченні медичних курсів 1904 року одружилася з Михайлом Кривинюком і замешкала у Празі (1905). Після народження 5 (18) грудня 1905 року сина Михайла 1906 р. переїхала з ним до Києва, а чоловік залишився в Празі. На Волині працювати лікаркою вона не могла, бо разом з чоловіком належала до «політично неблагонадійних». Від 1910 року працювала земською патронажною лікаркою для дітей-сиріт у Лоцманській Кам'янці біля Катеринослава. Завантажена лікарською практикою, Ольга Косач водночас вивчає все нові й нові мови, перекладає з англійської, польської, російської, французької, чеської та скандинавських мов, постачає журнал своїми перекладами зі світової класики, дає уроки наймолодшим родичам. Відкрила ткацьку майстерню й організувала гурток вишивання. Зібрала та відтворила узори, частина яких стала основою видання «Українські народні узори з Київщини, Полтавщини і Катеринославщини. Випуск І. Вирізування й настилування» (К., 1928). Не жалкуючи ні сил, ні здоров'я, допрацьовується до анемії.
У добу УНР мала творчу роботу, зокрема перекладала художні твори. 1918 року видала книжку «Стародавня історія східних народів». 17 червня 1920 року народила другого сина — Василя.

### Еміграції та порятунок архіву Косачів

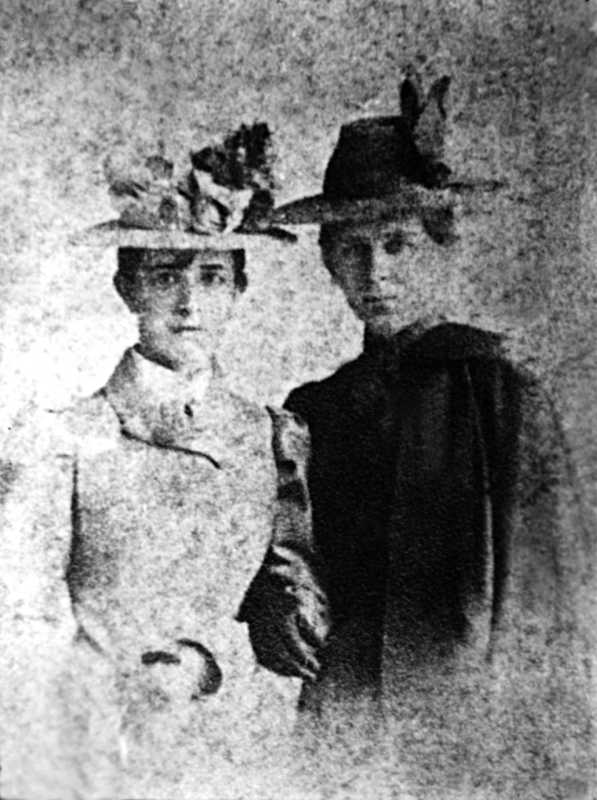
Ольга Косач та Леся Українка. Берлін. Весна 1899 р.

1921 року родина Кривинюків утекла від більшовиків до Могилева-Подільського, де не було такого голоду, як на Катеринославщині, і де мешкала з родиною сестра Ізидора й мати. Тут розпочала свою нову професію — учительську, працюючи вчителькою української мови та літератури у трудовій школі.

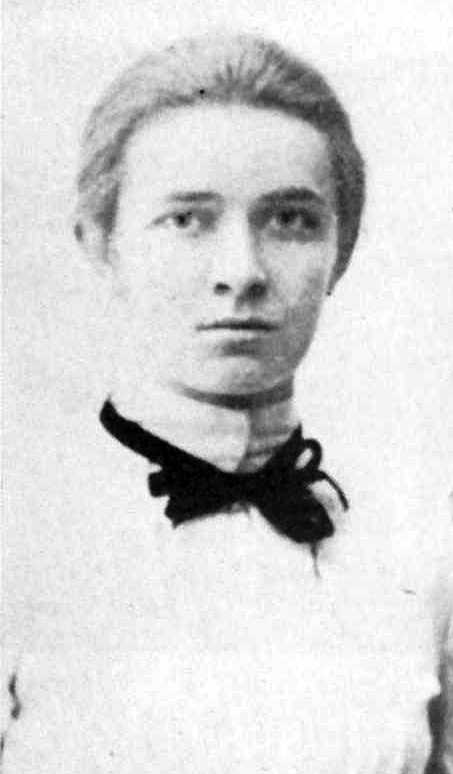
Ольга Косач

Після більшовицької окупації легалізувалася, 1924 року повернулася до Києва, де влаштувалася вчителькою української мови, а 1929 р. — на посаду бібліографки Київської наукової медичної бібліотеки. Цього ж року в квартирі, де мешкала з молодшою сестрою Ізидорою та матір'ю по вул. Овруцька, 16 (нині 6), було вчинено трус уповноваженим Державного політичного управління УСРР, вилучено родинне листування, а згодом — заарештовано (15 вересня 1929 р.) й її чоловіка за начебто причетність до СВУ, якого фактично викрали органи НКВС СРСР та помістили до Лук'янівської в'язниці. Ціною великих фізичних і моральних зусиль (вистоювання черг коло Лук'янівської в'язниці у Києві, а потім поїздки на Холодну Гору до Харкова, куди етапували чоловіка та згодом засудили 19 квітня 1930 р. на три роки умовно) всіляко підтримувала його, колишнього учасника соціал-демократичних гуртків в Україні. Наприкінці 1937 р. заарештували та відправили до трудових таборів і сестру Ізидору, тому Ольга Косач також перебувала в очікуванні арешту.
З початком Другої світової війни Косач-Кривинюк залишається відрізаною від родини фронтовою лінією. 15 червня 1941 року чоловік виїжджає через Москву з сином Михайлом до Свердловська, який там мешкав зі своєю родиною, війна застає їх у поїзді. Менший син Василь у перші дні війни перебував на військовій службі у прикордонному військовому окрузі Мозиря БРСР і потрапив у полон. Звідти йому вдалося втекти й повернутися до матері.
Восени 1943 року Ольга Косач з сином Василем та Ізидора з родиною евакуювалися на Захід із німецькими військами через Львів до Праги, де на той час мешкала сестра Оксана, далі дорога пролягла до Німеччини. Везла з собою Ольга Косач скарби, яким немає ціни. То був архів родини, серед якого й шедеври неопублікованої інтимної лірики Лесі Українки, її жалобні вірші-трени, написані у зв'язку з хворобою та смертю Сергія Мержинського, а також літопис-хронологія життя і творчости Лесі Українки, над яким вона почала працювати ще у 1930-х. Усі ці скарби Косач-Кривинюк зберігала для свого народу. Частину родинного архіву вона залишить у Львові Марії Деркач, котра після закінчення війни передасть його до АН УРСР.
Після численних поневірянь Ольга Косач-Кривинюк померла від хвороби в таборі для переміщених осіб 11 листопада 1945 року в німецькому Аугсбурзі. Похована на міському цвинтарі. На могильному камені напис: «Зоре моя! Твоє світло повік буде ясне!»

## Творча діяльність
Ольга Косач-Кривинюк друкувалася в журналах «Зоря», «Дзвінок», «Молода Україна». Працювала над упорядкуванням родинного архіву, хронологією життя і творчості Лесі Українки. Зокрема, авторка мемуарів про родину Косачів: «З моїх споминів» (1963), «З дитячих років Лесі Українки» (1963), «Перебування Лесі Українки в Луцьку» (1963), "Як Леся Українка зложила курс «Стародавньої історії східних народів» (1963); «Повісті, що стала драмою» (1943); праці «Леся Українка. Хронологія життя і творчості» (1970, Нью-Йорк).
Перекладала твори І. Тургенєва (оповідання «Горобець», 1889; «Бенкет у Найвищої Істоти», 1895); Ч. Дікенса, Е. Ожешко, В. Гюґо, Кіплінга, Ж. Санд, Г. Мопассана («Наше серце», 1930), А. Дюма-батька, П. Лоті («Горе старого каторжника», 1918); Е. Томпсон Сетона (оповідання «Бінго. Історія мого собаки», 1918) та інших.